# いろんな色のインクで
『いろんな色のインクで』（いろんないろのインクで）は、丸谷才一が著した書評集。
2005年9月15日、マガジンハウスより刊行された。装丁は和田誠。取り上げられている書物の数は80。それに加えてフェデリコ・フェリーニの映画『8 1/2』とサンドロ・ボッティチェッリの絵画『春』が論じられている。

## 取り上げられている主な作品
アレッサンドロ・マンゾーニ 『いいなづけ』上・下（河出書房新社、1991年10月、平川祐弘訳）
初出は『本の話』1995年11月号。従来の翻訳（『婚約者』岩波文庫）が頭に入らない訳文でいくら頑張っても読めなかったところ、平川祐弘の新訳が出たおかげで一気に読むことができたと述べている。「この壁画的な大長篇小説は、イタリア社会を上流から下層まで縦断する多様な群像が描かれてゐて、どれもみなすばらしい」
カズオ・イシグロ 『日の名残り』（中央公論社、1990年7月、土屋政雄訳）
ハヤカワepi文庫版に収録された解説が元。「従僕の眼に英雄なし」というヘーゲルの言葉をからめて本書を論じている。
森嶋通夫 『なぜ日本は没落するか』（岩波書店、1999年3月）
初出は「毎日新聞」1999年5月2日。「日本人はなぜ、学生から政治家まで、ものを考へるのが苦手なのか。一番直接的には、日本近代化が西洋十九世紀の素直な受容であつたせいだらう。祖述がすなはち学問であれば、師は弟子に思考法を教へることができない。そして、模倣と継承を尊ぶこの態度は、実は儒教や仏教を受入れたときも同じであつた。（中略） さういふ社会で、この本の意味は大きい」
村上春樹 『スプートニクの恋人』（講談社、1999年4月）
初出は「毎日新聞」1999年5月16日。登場人物の失踪の不可解性について、丸谷は「ノヴル（小説）の方法ではなくて、ロマンス（伝奇）の方法だ」と述べる。「これは一つには村上の師事する文学系統がノヴル中心のイギリス小説ではなく、ロマンス中心のアメリカ小説であるといふ事情による」「綺譚といふ冒険によつてしか世界は正確に把握されないといふのはボルヘスの短篇小説の方法であつたが、村上はあのラテン・アメリカの巨匠に学び、長篇小説といふ形式で敢へて綺譚を書かうとする」
『新約聖書Ⅰ　マルコによる福音書・マタイによる福音書』（岩波書店、1995年6月、佐藤研訳）
初出は「毎日新聞」1995年8月7日。1964年に発表した評論「未来の日本語のために」で『マタイによる福音書』の文語訳（大正6年）と口語訳（昭和29年）を引用し、後者を「イエスの口から断じて出るはずがない、平板で力点がなくて、たるみにたるんでいる駄文」と評した丸谷は、佐藤研の新しい翻訳を絶賛する。「戦後五十年の記念として絶好のものだらうと、わたしは感慨にふけることになつた」と述べている。
タキトゥス 『同時代史』（筑摩書房、1996年10月、國原吉之助訳）
初出は「毎日新聞」1997年1月27日。欧米の言論の淵源にはローマの政治における雄弁術があり、それを知るのに一番いいのは、タキトゥスの歴史書を読むことだと丸谷は説く。さらにこうも述べている。「民主政治の基本は言葉で、しかし現代日本の政治ではそれがどうも貧弱だといふのは加藤周一も岩見隆夫も指摘することである。傾向も資質もこれだけ違ふ二人が一致する以上、軽々しく反対するわけにはとてもゆかない」
『千一夜物語』
『千年紀のベスト100作品を選ぶ』（講談社、2001年5月、三浦雅士・鹿島茂共著）に収録されていたもの。「物語のなかに物語があり、そのなかにまた物語がある枠入り小説のややこしい仕組は、鏡のなかの鏡、夢のなかの夢のやうな眩暈をもたらし、世界を豪奢にし、宇宙の奥行を深める。美しくて賢いシェヘラザードは語りつづけ、そして人々は、物語の登場人物となるために、また聞き手となるために、生きつづける」